# 노은초등학교
노은초등학교는 충청북도 충주시 노은면 연하리에 있는 공립 초등학교이다.

## 연혁
- 1921년 4월 28일 노은공립보통학교 개교
- 1938년 4월 1일 노은공립심상소학교로 개칭
- 1941년 4월 1일 노은공립국민학교로 개칭
- 1954년 3월 31일 수상국민학교 독립
- 1967년 3월 31일 수룡국민학교 독립
- 1981년 3월 10일 병설유치원 개원
- 1992년 3월 1일 수룡분교장 본교로 편입
- 1996년 3월 1일 노은초등학교로 교명 변경
- 1996년 3월 1일 수룡분교장 통폐합
- 1999년 9월 1일 수상분교장 본교로 편입
- 2004년 11월 30일 숲속보련관(급식소), 병설유치원(본교) 신축
- 2010년 1월 15일 다목적교실(보련관) 신축
- 2013년 3월 1일 수상분교장 본교로 통폐합
- 2015년 2월 16일 제91회 졸업(졸업생 5,165명)
- 2015년 3월 1일 초등 6학급 특수 1학급 병설유치원 1학급 편성
- 2016년 2월 19일 제92회 졸업(졸업생 5,172명)
- 2016년 3월 1일 초등 6학급 특수 1학급 병설유치원 1학급 편성
- 2016년 9월 1일 제36대 백선주 교장 부임

## 상징
- 교화 : 목련 - 봄에 먼저 피어나는 목련꽃처럼, 어린이들의 순백색 순수함이 온 교정에 가득 찬 노은초등학교
- 교목 : 은행나무 - 남을 배려하는 마음으로 끊임없는 발전을 기약하는 은행나무같이, 따뜻한 미래를 열어가는 노은 어린이

## 참고 자료
- 노은초등학교 - 한국교육학술정보원 학교알리미